# Kypséli (Méthana)
Kypséli, en grec moderne : Κυψέλη, est un village du dème de Trézénie, en Attique, Grèce.
Selon le recensement de 2011, la population de la localité s'élève à 47 habitants.